# 韋斯塔 (阿肯色州)
韋斯塔（英語：Vesta）是位於美國阿肯色州富蘭克林縣的一個非建制地區。

## 地理
韋斯塔所處的海拔為高於海平面132米（即433英呎），而該地所採用的時區為UTC-6，即北美中部時區（CST）。同時該地設有夏令時間，為UTC-6調快一小時，即UTC-5（CDT）。